# 애리조나주의 기

애리조나 주의 기

애리조나의 기는 애리조나주의 깃발이다.

## 개요
상단부에는 스페인의 국기에 영향을 받은 빨간색과 노란색이 교차하는 빛줄기가 있으며, 하단부에는 파란색으로 이루어져 있다. 13개의 빛줄기는 미국의 독립을 주도한 13개 주를 상징한다. 중앙의 큰 구리 색의 별은 애리조나주가 미국 최대의 구리 생산주임을 나타낸다. 아랫부분의 파란색은 미국 국기의 별 부분에 있는 색상과 동일한 “리버티 블루(liberty blue)” 파란색이다. 아침해가 아닌 지는 저녁햇살로 보이는 것은 애리조나가 서부에 있는 주라는 의미도 포함하고 있다.